# راش چینی
راش چینی (نام علمی: Fagus engleriana) نام یک گونه از سرده راش است.